# Raymond Xuereb
Raymond Xuereb (Marsa, 1952. szeptember 22. –) válogatott máltai labdarúgó, csatár. Háromszoros máltai bajnoki gólkirály. 1977-ben az év máltai labdarúgója.

## Pályafutása

### Klubcsapatban
1969 és 1982 között a Floriana, 1982 és 1988 között a Ħamrun Spartans, 1988 és 1990 között a Naxxar Lions labdarúgója volt. A Florianával négy bajnoki címet és három kupagyőzelmet ért el, illetve háromszor volt bajnoki gólkirály az együttes tagjaként. A Ħamrun Spartans játékosaként további három bajnoki címet és négy kupagyőzelmet szerzett.
1977-ben Az év máltai labdarúgójának választották.

### A válogatottban
1971 és 1985 között 44 alkalommal szerepelt a máltai válogatottban és hat gólt szerzett.

## Sikerei, díjai
- Az év máltai labdarúgója (1977)

 Floriana FC
- Máltai bajnokság
  - bajnok (4): 1969–70, 1972–73, 1974–75, 1976–77
  - gólkirály (3): 1970–71, 1974–75, 1976–77
- Máltai kupa
  - győztes (3): 1972, 1976, 1981

 Ħamrun Spartans
- Máltai bajnokság
  - bajnok (3): 1982–83, 1986–87, 1987–88
- Máltai kupa
  - győztes (4): 1983, 1984, 1987, 1988